# Yannis Clementia
Yannis Rudy Clementia (Fort-de-France, 5 luglio 1997) è un calciatore francese, portiere del Caen e della nazionale martinicana.

## Carriera

### Club
Clementia ha iniziato a giocare a calcio nella squadra locale del Club Franciscain. Dopo alcune provini effettuati in Francia si è trasferito lì nel 2012 per continuare la sua carriera calcistica. Dopo una stagione con le riserve dell'Arles, nel 2015 è stato acquistato dal Nizza che lo ha aggregato alla sua seconda squadra.
Il 14 maggio 2019 ha firmato il suo primo contratto professionale con il Nizza ed il 10 agosto successivo ha fatto il suo debutto professionale nella vittoria per 2-1 in Ligue 1 contro l'Amiens. Nel giugno 2020 è rimasto svincolato ed il 3 febbraio 2021 si è unito al Caen fino alla fine della stagione, accordo in seguito esteso fino al 2023. Il 13 luglio 2022 ha rinnovato fino al 2025 ed il 2 giugno 2023 ha debuttato con il club rossoblù contro il Pau in Ligue 2.

### Nazionale
Nel marzo 2022 ha accettato la chiamata della nazionale martinicana. Ha debuttato il 5 giugno contro Costa Rica in CONCACAF Nations League.
Nel 2023 è stato incluso nella lista dei 23 convocati per la CONCACAF Gold Cup 2023.

## Statistiche

### Presenze e reti nei club
Statistiche aggiornate al 23 giugno 2023.
| Stagione        | Squadra         | Campionato      | Campionato | Campionato | Coppe nazionali | Coppe nazionali | Coppe nazionali | Coppe continentali | Coppe continentali | Coppe continentali | Altre coppe | Altre coppe | Altre coppe | Totale | Totale |
| Stagione        | Squadra         | Comp            | Pres       | Reti       | Comp            | Pres            | Reti            | Comp               | Pres               | Reti               | Comp        | Pres        | Reti        | Pres   | Reti   |
| --------------- | --------------- | --------------- | ---------- | ---------- | --------------- | --------------- | --------------- | ------------------ | ------------------ | ------------------ | ----------- | ----------- | ----------- | ------ | ------ |
| 2014-2015       | Arles-Avignon 2 | NAT3            | 2          | -5         |                 | -               | -               |                    | -                  | -                  |             | -           | -           | 2      | -5     |
| 2015-2016       | Nizza 2         | NAT2            | 2          | -1         |                 | -               | -               |                    | -                  | -                  |             | -           | -           | 2      | -1     |
| 2016-2017       | Nizza 2         | NAT2            | 11         | -13        |                 | -               | -               |                    | -                  | -                  |             | -           | -           | 11     | -13    |
| 2017-2018       | Nizza 2         | NAT2            | 20         | -33        |                 | -               | -               |                    | -                  | -                  |             | -           | -           | 20     | -33    |
| 2018-2019       | Nizza 2         | NAT2            | 9          | -22        |                 | -               | -               |                    | -                  | -                  |             | -           | -           | 9      | -22    |
| Totale Nizza 2  | Totale Nizza 2  | Totale Nizza 2  | 42         | -69        |                 | -               | -               |                    | -                  | -                  |             | -           | -           | 42     | -69    |
| 2018-2019       | Nizza           | L1              | 0          | 0          | CF              | 0               | 0               |                    | -                  | -                  |             | -           | -           | 0      | 0      |
| 2019-2020       | Nizza           | L1              | 2          | -2         | CF              | 1               | -3              |                    | -                  | -                  |             | -           | -           | 3      | -5     |
| 2021-2022       | Caen 2          | NAT2            | 8          | -11        |                 | -               | -               |                    | -                  | -                  |             | -           | -           | 8      | -11    |
| 2022-2023       | Caen 2          | NAT2            | 5          | -4         |                 | -               | -               |                    | -                  | -                  |             | -           | -           | 5      | -4     |
| Totale Caen 2   | Totale Caen 2   | Totale Caen 2   | 13         | -15        |                 | -               | -               |                    | -                  | -                  |             | -           | -           | 13     | -15    |
| 2020-2021       | Caen            | L2              | 0          | 0          | CF              | 0               | 0               |                    | -                  | -                  |             | -           | -           | 0      | 0      |
| 2021-2022       | Caen            | L2              | 0          | 0          | CF              | 0               | 0               |                    | -                  | -                  |             | -           | -           | 0      | 0      |
| 2022-2023       | Caen            | L2              | 1          | -1         | CF              | 0               | 0               |                    | -                  | -                  |             | -           | -           | 1      | -1     |
| Totale carriera | Totale carriera | Totale carriera | 60         | -92        |                 | 1               | -3              |                    | -                  | -                  |             | -           | -           | 61     | -95    |

### Cronologia presenze e reti in nazionale
| Cronologia completa delle presenze e delle reti in nazionale ― Martinica | Cronologia completa delle presenze e delle reti in nazionale ― Martinica | Cronologia completa delle presenze e delle reti in nazionale ― Martinica | Cronologia completa delle presenze e delle reti in nazionale ― Martinica | Cronologia completa delle presenze e delle reti in nazionale ― Martinica | Cronologia completa delle presenze e delle reti in nazionale ― Martinica | Cronologia completa delle presenze e delle reti in nazionale ― Martinica | Cronologia completa delle presenze e delle reti in nazionale ― Martinica |
| Data                                                                     | Città                                                                    | In casa                                                                  | Risultato                                                                | Ospiti                                                                   | Competizione                                                             | Reti                                                                     | Note                                                                     |
| ------------------------------------------------------------------------ | ------------------------------------------------------------------------ | ------------------------------------------------------------------------ | ------------------------------------------------------------------------ | ------------------------------------------------------------------------ | ------------------------------------------------------------------------ | ------------------------------------------------------------------------ | ------------------------------------------------------------------------ |
| 26-3-2022                                                                | Bondoufle                                                                | Martinica                                                                | 4 – 3                                                                    | Guadalupa                                                                | Amichevole                                                               | -3                                                                       |                                                                          |
| 5-6-2022                                                                 | San José                                                                 | Costa Rica                                                               | 2 – 0                                                                    | Martinica                                                                | CONCACAF Nations League 2022-2023 - 1º turno                             | -2                                                                       |                                                                          |
| 9-6-2022                                                                 | Panama                                                                   | Panama                                                                   | 5 – 0                                                                    | Martinica                                                                | CONCACAF Nations League 2022-2023 - 1º turno                             | -5                                                                       |                                                                          |
| 25-3-2023                                                                | Fort-de-France                                                           | Martinica                                                                | 1 – 2                                                                    | Costa Rica                                                               | CONCACAF Nations League 2022-2023 - 1º turno                             | -2                                                                       |                                                                          |
| 10-6-2023                                                                | Palm Beach Gardens                                                       | Martinica                                                                | 2 – 0                                                                    | Guyana                                                                   | Amichevole                                                               | -2                                                                       |                                                                          |
| 16-6-2023                                                                | Fort Lauderdale                                                          | Martinica                                                                | 3 – 1                                                                    | Saint Lucia                                                              | Qual. Gold Cup 2023                                                      | -1                                                                       |                                                                          |
| 20-6-2023                                                                | Helsinki                                                                 | Martinica                                                                | 2 – 0                                                                    | Porto Rico                                                               | Qual. Gold Cup 2023                                                      | -                                                                        |                                                                          |
| 26-6-2023                                                                | Fort Lauderdale                                                          | El Salvador                                                              | 1 – 2                                                                    | Martinica                                                                | Gold Cup 2023 - 1º turno                                                 | -1                                                                       |                                                                          |
| 4-7-2023                                                                 | Harrison                                                                 | Costa Rica                                                               | 6 – 4                                                                    | Martinica                                                                | Gold Cup 2023 - 1º turno                                                 | -6                                                                       | 57’                                                                      |
| 7-9-2023                                                                 | Panama                                                                   | Panama                                                                   | 3 – 0                                                                    | Martinica                                                                | CONCACAF Nations League 2023-2024 - 1º turno                             | -3                                                                       |                                                                          |
| 10-9-2023                                                                | Fort-de-France                                                           | Martinica                                                                | 1 – 0                                                                    | Curaçao                                                                  | CONCACAF Nations League 2023-2024 - 1º turno                             | -                                                                        |                                                                          |
| 13-10-2023                                                               | Fort-de-France                                                           | Martinica                                                                | 1 – 0                                                                    | El Salvador                                                              | CONCACAF Nations League 2023-2024 - 1º turno                             | -                                                                        |                                                                          |
| 17-10-2023                                                               | San Salvador                                                             | El Salvador                                                              | 1 – 0                                                                    | Martinica                                                                | CONCACAF Nations League 2023-2024 - 1º turno                             | -                                                                        |                                                                          |
| 24-3-2024                                                                | Almere                                                                   | Suriname                                                                 | 1 – 1                                                                    | Martinica                                                                | Amichevole                                                               | -1                                                                       |                                                                          |
| 5-9-2024                                                                 | Città del Guatemala                                                      | Guatemala                                                                | 3 – 1                                                                    | Martinica                                                                | CONCACAF Nations League 2024-2025 - 1º turno                             | -3                                                                       |                                                                          |
| 9-9-2024                                                                 | Fort-de-France                                                           | Martinica                                                                | 2 – 2                                                                    | Guyana                                                                   | CONCACAF Nations League 2024-2025 - 1º turno                             | -2                                                                       |                                                                          |
| 11-10-2024                                                               | Le Gosier                                                                | Guadalupa                                                                | 0 – 1                                                                    | Martinica                                                                | CONCACAF Nations League 2024-2025 - 1º turno                             | -                                                                        |                                                                          |
| 15-10-2024                                                               | Le Gosier                                                                | Martinica                                                                | 0 – 0                                                                    | Guadalupa                                                                | CONCACAF Nations League 2024-2025 - 1º turno                             | -                                                                        |                                                                          |
| 21-3-2025                                                                | Paramaribo                                                               | Suriname                                                                 | 1 – 0                                                                    | Martinica                                                                | Qual. Gold Cup 2025                                                      | -1                                                                       |                                                                          |
| 25-3-2025                                                                | Fort-de-France                                                           | Martinica                                                                | 0 – 1                                                                    | Suriname                                                                 | Qual. Gold Cup 2025                                                      | -1                                                                       |                                                                          |
| Totale                                                                   |                                                                          | Presenze                                                                 | 20                                                                       |                                                                          | Reti                                                                     | -33                                                                      |                                                                          |